# Broń obuchowa

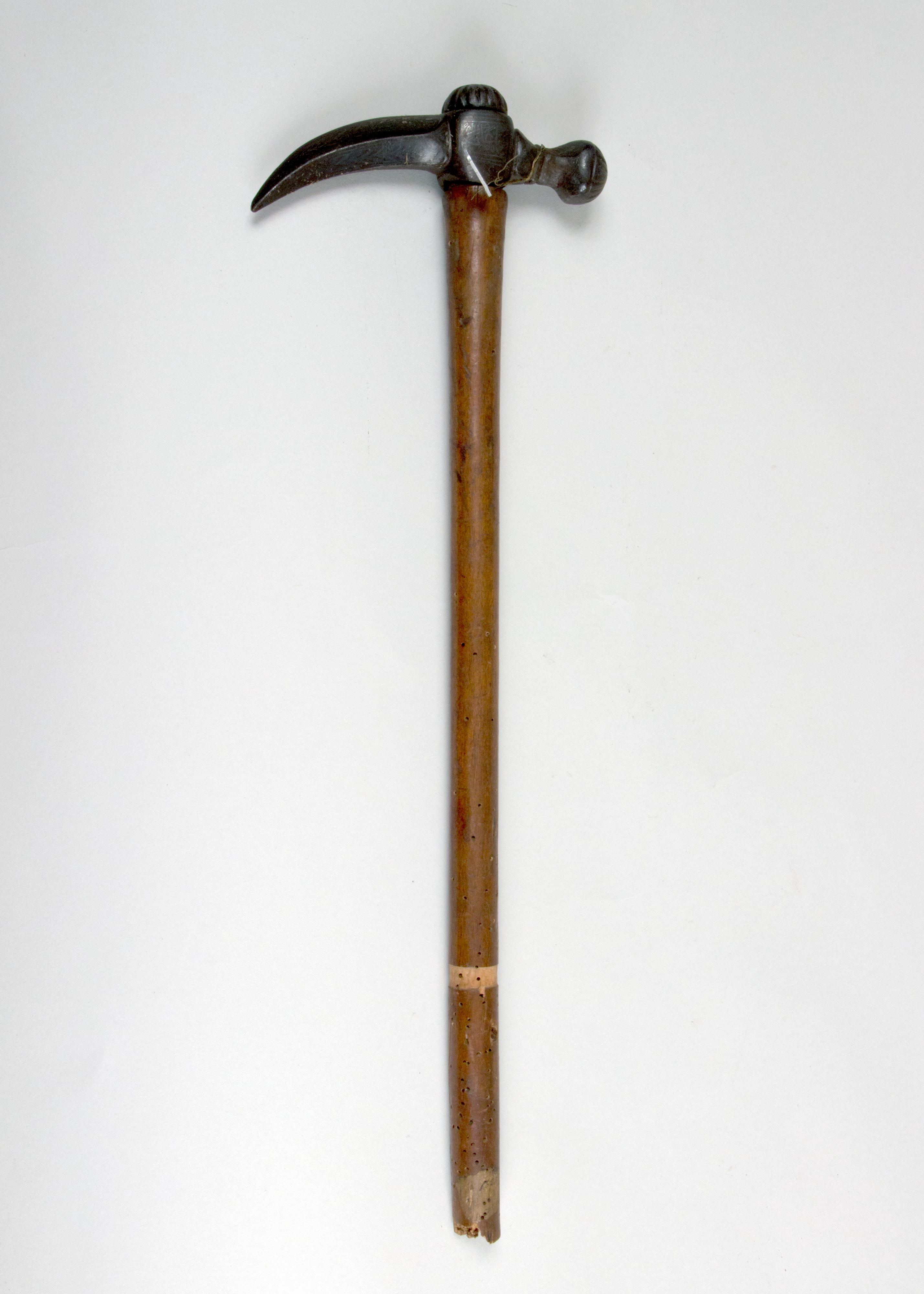
Młot bojowy – przykład broni obuchowej

Buława

Broń obuchowa – ogólna nazwa każdego typu broni białej przeznaczonej do zadawania ciosów lub cięć miażdżonych. Zazwyczaj ma postać metalowego żeleźca lub głowicy na drewnianym trzonie lub krótkim drzewcu.

## Historia
Broń obuchowa jest uważana za najstarszy rodzaj broni używanej przez człowieka. Pierwszymi jej egzemplarzami był kamień – pięściak (będący jednocześnie bronią miotaną) oraz prymitywna maczuga – kawał drewna lub duża kość. W neolicie pojawiła się maczuga nabijana krzemieniami oraz kamienne topory i młoty. Kolejne udoskonalenia broni obuchowej związane są z odkryciem obróbki metali: powstają brązowe a następnie żelazne topory i buławy, maczugi nabijane metalowymi ćwiekami. W tym okresie pojawiła się broń sieczna, jednak prostsza w budowie i znacznie tańsza broń obuchowa pozostała najpopularniejszym rodzajem broni białej w starożytności.
W średniowiecznej Europie nastąpił prawdziwy rozkwit broni obuchowej ze względu na jej dużą skuteczność. Używane były przybyłe ze Wschodu buzdygany i buławy, pochodzące od maczug wekiery oraz wywodzące się z narzędzi użytkowych cepy bojowe i młoty bojowe. Główną zaletą tego typu broni był fakt, że miękkie pancerze (kolczugi, brygantyny, karaceny i inne) stanowiły słabą osłonę przeciwko miażdżącym ciosom. Skuteczniejsze okazały się dopiero późnośredniowieczne, sztywne zbroje płytowe, co zaowocowało z kolei wzmożonym rozwojem broni obuchowo-siecznej. Powstały najróżniejsze odmiany toporów oraz ich pochodne: czekany i nadziaki.
Od XV-XVI wieku broń obuchowa zaczęła zanikać. Rozpowszechnienie broni palnej spowodowało stopniowe wycofywanie z użytku zbroi, przez co broń obuchowa stała się niepotrzebna, a do tego bardzo nieporęczna w starciu z lżejszą bronią białą, taką jak rapier czy szpada. Broń miażdżąca przestała mieć znaczenie wojskowe z końcem średniowiecza, choć nadal używana jako broń chłopska podczas powstań do XVIII a nawet XIX wieku. Niektóre rodzaje broni obuchowej (buława, buzdygan) przekształciły się w oznaki władzy wojskowej (zob. piernacz). Nieco dłużej służyła w wojsku broń obuchowo-sieczna. Topory (mniejsze i lżejsze niż te średniowieczne) były na wyposażeniu armii europejskich do XVII-XVIII wieku ze względu na swą uniwersalność: możliwość stosowania nie tylko jako broń ale i jako narzędzie przy pracach saperskich.
W dzisiejszych czasach, mimo całkowitego wycofania broni obuchowej z zastosowań militarnych, niektóre jej odmiany (np. pałka policyjna, pałka teleskopowa, tonfa, nunchaku, kastet itp.) nadal stosowane są do walki.